# アラワ

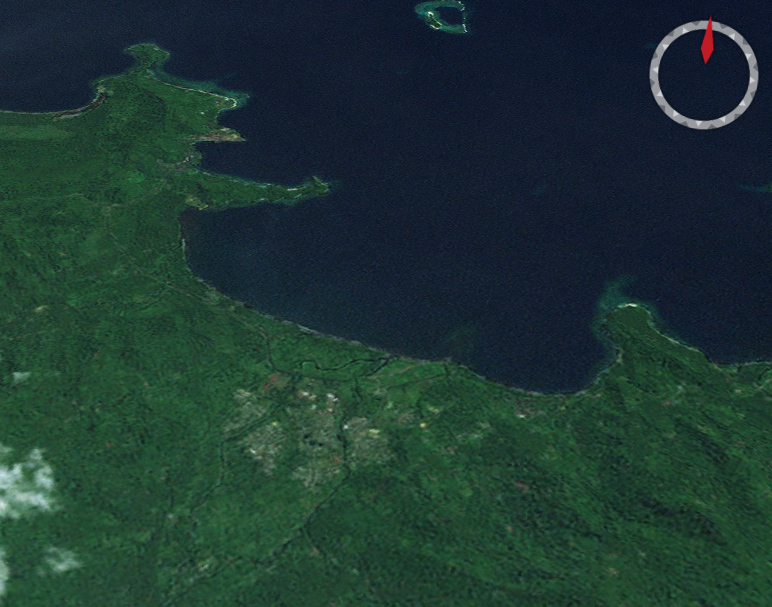
宇宙から見たアラワ市とキエタ港

アラワ（Arawa）とは南太平洋パプアニューギニアのブーゲンビル自治州の町。
ブーゲンビル島の南東の海岸、アラワ湾の近くに位置する郊外の町で、2011年の人口は2769人。
すぐ近くのパングナにはブーゲンビル銅鉱会のパングナ鉱山があり、アラワ湾のすぐ近くにキエタがある。
1975年にパプアニューギニアが独立すると、北ソロモン地域（1997年にブーゲンビルに変更）の主都となった。ブーゲンビル島の分離独立を求めるブーゲンビル革命軍（BRA）が1988年以来武装闘争（ブーゲンビル紛争）を起こし、1990年の暴動で街は大きく破壊された。その後ブカ島のブカが暫定州都となった。1998年にBRAとパプアニューギニア政府の和平一致がアラワで実現し、2005年にブーゲンビル自治州が設立された。現在、自治州の中心地をブカからアラワに戻す計画が行われている。
ブーゲンビル紛争の終結のために2003年に造られたキエタ平和記念物がある。